# Gymnarque du Nil
Gymnarchus niloticus
Famille
Genre
Espèce
Statut de conservation UICN

 LC  : Préoccupation mineure
Le Gymnarque du Nil ou Aba (Gymnarchus niloticus) est une espèce de poissons ovipares pouvant mesurer jusqu'à 1,70 m de longueur (tête, corps et queue incluse, et peser jusqu'à 18 kg. Sans nageoire caudale, pelvienne ni anale, il possède en revanche une longue nageoire dorsale pouvant atteindre 1,50 m de longueur. C'est la seule espèce du genre Gymnarchus et de la famille Gymnarchidae.

## Répartition géographique
Il vit dans le Nord et le Nord-Ouest de l'Afrique centrale, dans les rivières et fleuves, berges comprises. C'est une espèce largement répandue et abondante.

## Caractéristiques spéciales
Le gymnarque du Nil émet de faibles signaux électriques qui lui permettent de s'orienter en eaux troubles en jouant ainsi le rôle de radar. Son corps effilé est aplati dans le sens latéral. Ses yeux sont petits, sa bouche est dotée de dents puissantes avec lesquelles il saisit ses proies qu'il trouve à l'aide de ses signaux électriques.